# Trompetboomfamilie
De trompetboomfamilie (Bignoniaceae) is een familie van tweezaadlobbige planten. Deze familie wordt universeel erkend door systemen van plantentaxonomie.
Het is een middelgrote familie.
Cronquist (1981) plaatste de familie in diens orde Scrophulariales.
Enkele bekende soorten zijn:
- groene trompetboom (Catalpa bignonioides)
  - cultivar: Boltrompetboom (Catalpa bignonioides 'Nana')
- Crescentia cujete (kalebasboom)
- trompetbloem (Pandorea jasminoides)
- roze trompetwinde (Podranea ricasoliana)

## Geslachten
De familie telt ruim 100 geslachten, waaronder:
- Adenocalymna
- Amphilophium
- Amphitecna
- Anemopaegma
- Argylia
- Arrabidaea
- Astianthus
- Barnettia
- Bignonia
- Callichlamys
- Campsidium
- Campsis
- Catalpa
- Catophractes
- Ceratophytum
- Chilopsis
- Clytostoma
- Colea
- Crescentia
- Cuspidaria
- Cybistax
- Delostoma
- Deplanchea
- Digomphia
- Dinklageodoxa
- Distictella
- Distictis
- Dolichandra
- Dolichandrone
- Eccremocarpus
- Ekmanianthe
- Fernandoa
- Fridericia
- Gardnerodoxa
- Glaziova
- Godmania
- Haplolophium
- Haplophragma
- Heterophragma
- , Hieris
- Incarvillea
- Jacaranda
- Kigelia
- Lamiodendron
- Leucocalantha
- , Lundia
- Macfadyena
- Macranthisiphon
- Manaosella
- Mansoa
- Markhamia
- Martinella
- Melloa
- Memora
- Millingtonia – (Engels: tree jasmine)
- Mussatia
- Neojobertia
- Neosepicaea
- Newbouldia
- Nyctcalos
- Ophiocolea,
- Oroxylum
- Pajanelia
- Pandorea
- , Parabiognonia
- Paragonia
- Paratecoma
- Parmentiera
- Pauldopia
- Perianthomega
- Periarrabidaea
- Perichlaena
- Phryganocydia
- Phyllarthron
- Phylloctenium
- Piriadacus
- Pithecoctenium
- Pleionotoma
- Podranea
- Potamoganos
- Pseudocatalpa
- Pyrostegia
- Radermachera
- Rhigozum
- Rhodocolea
- Roentgenia
- Romeroa
- Saritaea
- Sparattosperma
- Spathicalyx
- Spathodea
- Sphingiphila
- Spirotecoma
- Stereospermum
- Stizophyllum
- Tabebuia
- Tanaecium
- Tecoma
- Tecomanthe
- Tecomella
- Tourrettia
- Tynanthus
- Urbanolophium
- Xylophragma
- Zeyheria